# Анатоль (мишеня)
Анатоль -  головний герой серії дитячих книг з картинками, написаних Івом Титом і проілюстрованих Полом Гелдоном. "Анатоль" - також і назва серії. Десять книг були спочатку опубліковані в період з 1956 по 1979. Дві книги серії: "Анатоль" (1957), та "Анатоль і кіт" (1958) були нагороджені медаллю Калдекатта, а згодом перейменовані на книги"Калдекоттовій честі" .

## Передісторія
Мишеня Анатоль проживає у мишачому селі за межами Парижу Одного разу, проїжджаючи дорогою на велосипеді, щоб добути їжу, він підслуховує розмову декількох людей, що скаржаться на мишей-лиходіїв. Скривджений нанесеною образою власній репутації, Анатоль вирішує зробити щось краще.
Він влаштовується працювати на французький завод з вироблення сиру, як дегустатор і оцінювач сиру. Працюючи без сторонньої допомоги і анонімно пізно вночі, він залишає записки, які полегшують роботу сироварів. Гостре відчуття смаку якісного сиру сприяє комерційному успіху заводу, і його мишачій славі такою мірою, що гризуни-сучасники Анатоля називали виключно "чудо-мишеня". Власники-люди і робітники заводу до його роботи ставилися з пошаною, хоча вони не мали ні найменшого уявлення про те, що таємничий Анатоль - це мишеня; вважаючи його ексцентричним сирознавцем, який віддає перевагу працювати самотужки.
У цих творах через характер Анатоля автор акцентує увагу на достойності роботи. Анатоль живе у звичайній повноцінній сім`ї, у шлюбі з красунею Дусет, яка завжди підтримує його, і з якою у них шість прекрасних дитинчат.

## Екранізація
Історії були також використані для мультсеріалу студій "Канада Нелвана" та "Франція Алфанім". 26 серій-епізодів були спочатку передані американській CBS мережі в 1998 році, пізніше повернені на Disney Channel з 2001 по 2004. До цього в Парижі у 1966 році була створена анімаційна частина на основі цих книг для культового фільму "Аліса в країні чудес".

## Постановка
У 2014 році "Анатоль" та "Анатоль і Кіт" були об'єднані і адаптовані для успішної постановки мюзикла; книга і субтитри для якого вийшли у світ за сприяння співавторів Джона Маклая і Лі Беккер, а музика - Джеймса Волка. Прем'єра шоу відбулася  в дитячому театрі "First Stage" в лютому 2014 року, і була зустрінута з великим комерційним та критичним успіхом.

## Серії "Анатоль"
- Анатоль (1956)
- Анатоль і кіт (1957)
- Анатоль і робот (1960)
- Анатоль над Парижем (1961)
- Анатоль і пудель (1965)
- Анатоль і фортепіано (1966)
- Анатоль тридцять і злодіїв (1969)
- Анатоль і магазин іграшок (1970)
- Анатоль в Італії (1973)
- Анатоль і щуролов (1979)

## Дивитись також
- Список вигаданих мишей і щурів

## Зовнішні посилання
- Серія Анатоль } в WorldCat (Результати пошуку для 'Анатоль Пола Гелдона')